# Ouaka

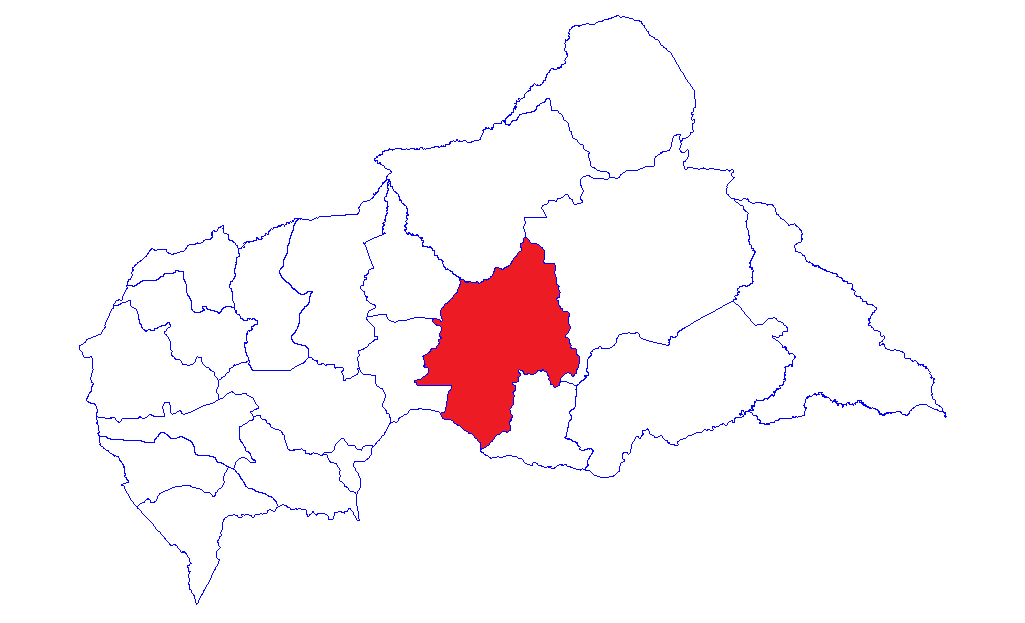
Localização de Ouaka

Ouaka é uma das 20 prefeituras da República Centro-Africana, tendo Bambari como capital. A região abrange uma área de 49 900 km² e, de acordo com o último censo realizado em 2003, sua população era de 276 710 habitantes. Em 2024, estimativas oficiais apontam que a população chegou a 459 412 pessoas.
O nome da região está associado ao rio Ouaka.